# Alas en la noche
- Esta obra contiene una traducción parcial derivada de «Wings in the Dark» de Wikipedia en portugués, publicada por sus editores bajo la Licencia de documentación libre de GNU y la Licencia Creative Commons Atribución-CompartirIgual 4.0 Internacional.

Alas en la noche (Wings in the Dark) es una película de 1935 dirigida por James Flood y protagonizada por Myrna Loy y Cary Grant, centrada en una aviadora atrevida y un inventor que se ven envueltos en una situación desesperada. 
La película sigue siendo notable como una representación cinematográfica poco común de un protagonista ciego (interpretado por Grant) durante la década de 1930, y también es conocida por su lograda fotografía aérea dirigida por Dewey Wrigley.

## Argumento
El ingeniero aeroespacial Ken Gordon (Cary Grant) y su leal mecánico, Mac (Hobart Cavanaugh), están decididos a desarrollar tecnología que permita a los pilotos volar con seguridad, incluso en condiciones climáticas adversas. Sin embargo, un reportero irresponsable, Nick Williams (Roscoe Karns), publica prematuramente una historia sobre un vuelo de larga distancia que Gordon había planeado para probar sus teorías, lo que le hace perder la financiación que tenía para su experimento.
Gordon conoce a la experta aviadora Sheila Mason (Myrna Loy) y, después de quedar ciego en un accidente en el taller, realiza peligrosos trabajos de acrobacias aéreas para apoyar en secreto su investigación en curso. Cuando Sheila se embarca en un arriesgado vuelo sin escalas de Moscú a Nueva York y corre el riesgo de estrellarse en un aeródromo cubierto de niebla, sólo una persona puede salvarla.

## Reparto
| Actor/Actriz     | Personaje        |
| ---------------- | ---------------- |
| Myrna Loy        | Sheila Mason     |
| Cary Grant       | Ken Gordon       |
| Roscoe Karns     | Nick Williams    |
| Hobart Cavanaugh | Mac              |
| Dean Jagger      | Top Harmon       |
| Russell Hopton   | Jake Brashear    |
| Matt McHugh      | mecánico         |
| Graham McNamee   | locutor de radio |